# 売春を扱った作品の一覧
売春や娼婦や男娼を扱った作品の一覧。

## 文学
- 春香伝
- 椿姫
- レ・ミゼラブル
- 飢餓海峡
- 夜よさようなら（フランス）
- 濹東綺譚
- ナナ
- 四畳半襖の下張
- 女の防波堤
- 五番町夕霧楼
- 梁石日『闇の子供たち』（タイが舞台）
- 脂肪の塊
- 南京の基督

## 歌
- アムステルダム (歌曲)（フランス語版）（ジャック・ブレル）

## 映画

### 1920年代
- 春香伝（1923年）（日本）（韓国併合期）
- 女優ナナ（1926年）（フランス）

### 1930年代
- 女優ナナ（1934年）（アメリカ）

### 1940年代
- 肉体の門（1948年）（日本）
- 夜の女たち（1948年）（日本）

### 1950年代
- 肉体の冠（1952年）（フランス）
- 娘を売る街 赤線区域（1953年）（日本）
- 赤線基地（1953年）（日本）
- 女優ナナ（1955年）（フランス）
- 赤線地帯（1956年）（日本）
- 洲崎パラダイス赤信号（1956年）（日本）
- 幕末太陽傳（1957年）（日本）
- 女の防波堤（1958年）（日本）
- 赤線の灯は消えず（1958年）（日本）
- 女体桟橋（1958年）（日本）
- 白線秘密地帯（1958年）（日本）
- 無警察（1959年）（日本）

### 1960年代
- 飾り窓の女（フランス語版）（1960年）（フランス・イタリア）
- 日曜はダメよ（1960年）（ギリシャ）
- バターフィールド8（1960年）（アメリカ）
- 女体渦巻島（1960年）（日本）
- 女奴隷船（1960年）（日本）
- 女巌窟王（1960年）（日本）
- 黒線地帯（1960年）（日本）
- 黄線地帯（1960年）（日本）
- 濹東綺譚（1960年）（日本）
- セクシー地帯（1961年）（日本）
- ティファニーで朝食を（1961年）（アメリカ）
- 成春香（1961年）（韓国）
- 女ばかりの夜（1961年）（日本）
- 女と男のいる舗道（1962年）（フランス）
- 五番町夕霧楼（1963年）（日本）
- にっぽん昆虫記（1963年）（日本）
- 女と男のある限り（1963年）（ドイツ）
- 夜霧のしのび逢い（1963年）（ギリシャ）
- 肉体の門（1964年）（日本）
- 女体（1964年）（日本）
- 甘い汗（1964年）（日本）
- 廓育ち（1964年）（日本）
- 飢餓海峡（1965年）（日本）
- 彼女について私が知っている二、三の事柄（1966年）（フランス）
- 四畳半物語 娼婦しの（1966年）（日本）
- 昼顔（1967年）（フランス）
- 薔薇の葬列（1969年）（日本）
- 真夜中のカーボーイ（1969年）（アメリカ）

### 1970年代
- コールガール（1971年）（アメリカ）
- サンダカン八番娼館 望郷（1974年）（日本）
- 赤線玉の井 ぬけられます（1974年）（日本）
- ジャンヌ・ディエルマン ブリュッセル1080、コメルス河畔通り23番地（1975年）（ベルギー・フランス合作）
- やさぐれ刑事（1976年）（日本）
- 肉体の門（1977年）（日本）
- U.S.A.公認売春宿/マスタング（1977年）（アメリカ）
- プリティ・ベビー（1978年）（アメリカ）
- ポケットの愛（フランス語版）（1978年）（フランス）
- 春香伝（1970年代頃）（北朝鮮）

### 1980年代
- 五番町夕霧楼（1980年）（日本）
- の・ようなもの（1981年）（日本）
- 上海異人娼館 チャイナ・ドール（1981年）（フランス/日本）
- クリスチーネ・F ~麻薬と売春の日々~（1981年）（ドイツ）
- コールガール（1982年）（日本）
- 体験 (ブラジル映画)（ポルトガル語版）（1982年）（ブラジル）
- モナリザ（1985年）（イギリス）
- 片翼だけの天使（1986年）（日本）
- 吉原炎上（1987年）（日本）
- 女衒 ZEGEN（1987年）（日本）（英語版）
- 肉体の門（1988年）（日本）
- 花園の迷宮（1988年）（日本）
- 主婦マリーがしたこと（1988年）（フランス）

### 1990年代
- プリティ・ウーマン（1990年）（アメリカ）
- マイ・プライベート・アイダホ（1991年）（アメリカ）
- 三月のライオン（1992年）（日本）
- ハモンハモン（1992年）（スペイン）
- 濹東綺譚（1992年）（日本）
- 南京の基督（1995年）（日本）
- ナヌムの家（1995年・1997年）（韓国）
- スワロウテイル（1996年）（日本）
- 娼婦ベロニカ（1998年）（アメリカ）
- 美少年の恋（1998年）（香港）
- オール・アバウト・マイ・マザー（1999年）（スペイン）

### 2000年代
- 春香伝（2000年）（韓国）
- ナショナル7（フランス語版）（2000年）（フランス）
- 贅沢な骨（2001年）（日本）
- 女はみんな生きている（フランス語版）（2001年）（フランス）
- 悪い男（キム・ギドク監督、2001年）（韓国）
- SONNY ソニー（英語版）（2002年）（アメリカ）
- 娼婦たち（スペイン語版）（2004年）（スペイン）
- サマリア（キム・ギドク監督、2004年）（韓国）
- ヨコハマメリー（2005年）（日本）
- 嫌われ松子の一生（2006年）（日本）
- ファン・ジニ 映画版（2007年）（韓国）

### 2010年代
- ラブ・ランチ 欲望のナイトクラブ（英語版）（2010年）（アメリカ）
- 17歳（2013年）（フランス）

### 2020年代
- ラ・メゾン 小説家と娼婦（フランス語版）（2022年）（フランス、ベルギー）

## ミュージカル
- キャッツ - 主要キャストの一人であるグリザベラは娼婦猫
- レ・ミゼラブル - フォンティーヌは、コゼットの養育費のため売春婦まで身を落とす。
- ミス・サイゴン - ベトナム戦争時のアメリカ兵向け売春バー「ドリームランド」などが舞台。